# Маліївка (Золотоніський район)
Малі́ївка —  село в Україні, у Золотоніському районі Черкаської області. Входить до складу Золотоніської міської громади. 

## Населення
Населення — 205 чоловік (на 2001 рік).

### Мовний склад
Рідна мова населення за даними перепису 2001 року:
| Мова       | Чисельність, осіб | Доля     |
| ---------- | ----------------- | -------- |
| Українська | 200               | 97,56 %  |
| Російська  | 5                 | 2,44 %   |
| Разом      | 205               | 100,00 % |

## Відомі люди
У селі народився український математик Михайло Єгорович Ващенко-Захарченко.